# Prazos da Coroa
Os Prazos da Coroa foram uma das formas que tomou a colonização portuguesa de Moçambique.
Por volta de 1600, Portugal começou a enviar para Moçambique colonos, muitos de origem indiana, que queriam fixar-se naquele território. Esses colonos, muitas vezes casavam com as filhas de chefes locais e estabeleciam linhagens que, entre o comércio e a agricultura, podiam tornar-se poderosas.
Em meados do século XVII, o governo português decide que as terras ocupadas por portugueses em Moçambique pertenciam à coroa e estes passavam a ter o dever de arrendá-las a prazos que eram definidos por 3 gerações e transmitidos por via feminina. Esta tentativa de assegurar a soberania na colónia recente, não foi muito exitosa porque, de facto, os "muzungos" e as "donas" já tinham bastante poder, mesmo militar, com os seus exércitos de "xicundas", e muitas vezes se opunham à administração colonial, que era obrigada a responder igualmente pela força das armas.
Não só estes senhores feudais não pagavam renda ao Estado português, como organizaram um sistema de cobrar o "mussoco" (um imposto individual em espécie, devido por todos os homens válidos, maiores de 16 anos) aos camponeses que cultivavam nas suas terras. Além disso, mineravam ouro, marfim e escravos, que comerciavam em troca de panos e missangas que recebiam da Índia e de Lisboa. Até 1850, Cuba foi o principal destino dos escravos provenientes da Zambézia.
Em 1870, era apenas em Quelimane (sem conseguir penetrar no "Estado da Maganja da Costa") onde Portugal exercia alguma autoridade, cobrando o "mussoco", instituído e cobrado pelos prazeiros. Isto, apesar de, em 1854, o governo português ter "extinguido" os Prazos (pela segunda vez, a primeira tinha sido em 1832). Outros decretos do mesmo ano extinguiam a escravatura — oficialmente, uma vez que os "libertos" eram levados à força para as ilhas francesas do Oceano Índico Reunião (ou ilha Bourbon) e Maurícia (ou ilha de França), com o estatuto de "contratados" — e o imposto individual, substituindo-o pelo imposto de palhota, uma espécie de contribuição predial.
Na margem direita do rio Zambeze e na margem esquerda da actual província de Tete, os prazos começaram a ser atacados, em 1830, pelos nguni que fugiam durante o mfecane mas, aparentemente, os prazos da Zambézia escaparam a essa sorte. Mas, apesar de "ressuscitados" por António Enes, o grande ideólogo do colonialismo pós-escravatura, não resistiram ao capital pós-esclavagista das grandes companhias. Depois de serem engolidos por estas, viram a administração colonial organizar-se finalmente — já na segunda metade do século XIX — e utilizar a sua estrutura feudal, depois de transformados os "xicundas" em sipaios, para submeterem os povos da região.
Por volta de 1870, começaram a estabelecer-se em Quelimane várias companhias europeias, já não interessadas em escravos, nem em marfim, mas sim em oleaginosas — amendoim, gergelim e copra — muito procuradas nas indústrias recém-criadas de óleo alimentar, sabões e outras. No princípio, comercializando com os prazeiros, induziram-nos a forçarem os seus camponeses a cultivar estes produtos. Exemplos dessas companhias são a Fabre & Filhos e a Régie Ainé, ambas com sede em Marselha, a Oost Afrikaansch Handelshuis, holandesa, e a Companhia Africana de Lisboa. A Oost chegou a abrir em Sena uma sucursal para incentivar nessa região a produção de amendoim.
Mas a agricultura familiar não produzia as quantidades desejadas, era necessário organizar plantações. É nessa altura que o governador da província ultramarina Augusto de Castilho, cuja administração estava desejosa de ter uma base tributária para manter a ocupação do território, emite em 1886 uma portaria provincial regulando a cobrança do "mussoco" nos Prazos (que tinham sido "extintos" pela terceira vez seis anos antes), que incluía a obrigatoriedade dos homens válidos pagarem aquele imposto, se não em produtos, então em trabalho. É dessa forma que começam a organizar-se as grandes plantações de coqueiros e, mais tarde, de sisal e cana sacarina.
Em 1890, o futuro Comissário Régio António Enes decreta, numa revisão do Código de Trabalho Rural de 1875 (que estabelecia apenas a obrigação "moral" dos colonos [leia-se camponeses indígenas] de produzirem bens para comercialização), que o camponês já não tem a opção de pagar o "mussoco" em géneros: "...O arrendatário [dos Prazos] fica obrigado a cobrar dos colonos em trabalho rural, pelo menos metade da capitação de 800 réis, pagando esse trabalho aos adultos na razão de 400 réis por semana e aos menores na de 200 réis".
Esse decreto impunha ainda aos prazeiros a ocupação efectiva das terras arrendadas e o pagamento à autoridade colonial da respectiva renda. Mas os prazeiros não tinham conseguido converter a sua actividade de simples fornecedores de escravos ou de pequenas quantidades de produtos na de organização das plantações, não só por falta de preparação (ou de vocação), mas também por falta de capital. O resultado foi terem sido obrigados a subarrendar ou vender os seus prazos, terminando assim a fase feudal desta porção de Moçambique.